# Daniël Desorgher
Daniël Desorgher (Kisantu (Belgisch-Congo), 22 juli 1948) is een Belgische striptekenaar. Hij is de tekenaar van de klarelijn-strip Jimmy van Doren.
Desorgher groeide op in Belgisch-Congo totdat daar in 1960 de onafhankelijkheid werd uitgeroepen. Het gezin verhuisde toen naar België, waar Desorgher studeerde aan het Institut Saint-Luc in Brussel, onder meer bij Eddy Paape. Hij liep stage bij Studio Greg en Studio Attanasio, waar hij meewerkte aan de reeksen Les As, Spaghetti en Johnny Goodbye.
In 1972 werd hij assistent bij Studio Peyo onder leiding van Pierre Culliford. Hij werkte mee aan verschillende albums van De Smurfen. Eind jaren zeventig maakte hij nieuwe gags voor de serie Poesie in Robbedoes.
In 1988 brak Desorgher samen met Stephen Desberg door met de reeks Jimmy van Doren, die zich afspeelde in Belgisch-Congo. De reeks werd gepubliceerd in Robbedoes. Uitgeverij Dupuis bracht tot en met 2000 twaalf albums van deze reeks uit. In 2004 werd de reeks door uitgeverij Glénat opnieuw opgestart onder de titel De nieuwe avonturen van Jimmy van Doren, waarbij Benoît Despas het scenario schreef.
Vanaf 2007 inktte Desorgher de verhalen van De Katamarom, getekend door Roland Goossens (Gos) en Walter Goossens (Walt).
- Bibliothèque nationale de France: cb12115488c (data)
- International Standard Name Identifier: 0000 0003 7473 7948
- Nederlandse Thesaurus van Auteursnamen: 074123440
- Système universitaire de documentation: 029553008
- Virtual International Authority File: 222107909
- WorldCat: E39PBJpYBrtxHyyRGJ4c9fgVG3